# Chang-dong
Chang-dong (koreanska: 창동) är en stadsdel i Sydkoreas huvudstad Seoul. Den ligger i stadsdistriktet Dobong-gu i norra delen av staden. 

## Indelning
Administrativt är Chang-dong indelat i:
| Namn  | Namn              | Yta i km² | Invånare 1 jan 2020 |
| ----- | ----------------- | --------- | ------------------- |
| 창1동 | Chang 1(il)-dong  | 0,88      | 26 101              |
| 창2동 | Chang 2(i)-dong   | 1,07      | 30 217              |
| 창3동 | Chang 3(sam)-dong | 0,67      | 14 678              |
| 창4동 | Chang 4(sa)-dong  | 0,96      | 27 774              |
| 창5동 | Chang 5(o)-dong   | 0,70      | 25 684              |